# Akkoord van Simla
Het Akkoord van Simla (of Shimla) werd in 1914 aansluitend op de Simla-conventie (1913-14) getekend in Simla door het Verenigd Koninkrijk, Tibet en de Republiek China. Het akkoord werd alleen door de Britten en Tibet ondertekend en niet door China, waardoor het akkoord volgens het internationaal recht geïnterpreteerd kan worden als een bevestiging dat Tibet op dat moment de facto onafhankelijk was.

## Onderhandelingen

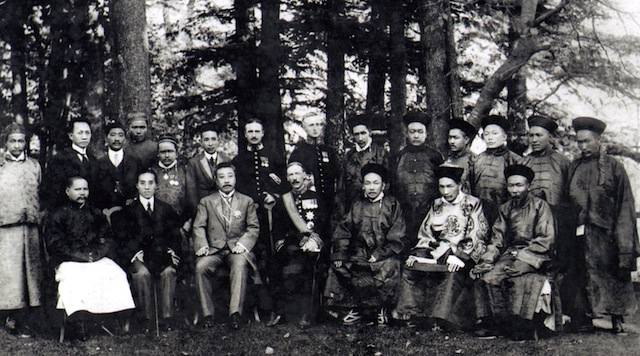
Foto van participanten van de Simla-conventie

De Britten stelden voor om de onbewoonbare delen van Tibet te verdelen in een Binnen- en Buiten-Tibet, vergelijkbaar met tussen China en Rusland was overeengekomen met de vorming van een Binnen- en Buiten-Mongolië. Buiten-Tibet was ongeveer hetzelfde gebied als wat in 1965 de Tibetaanse Autonome Regio werd. Het voorstel werd dat dit gebied autonoom werd onder Chinese suzereiniteit. Binnen dit gebied zou China zich onthouden van inmenging in het bestuur. Binnen-Tibet bestond uit Oost-Kham en Amdo; hier zou Lhasa zich alleen bemoeien met religieuze aangelegenheden. Tussen 1908en 1918 bevond zich daar in Kham een Chinees garnizoen en waren de lokale prinsen ondergeschikt aan zijn commando.
Toen de onderhandelingen bleven steken bij de precieze grens tussen Binnen- en Buiten-Tibet, trok de Britse onderhandelaar Henry McMahon een lijn die later bekend werd als de McMahon-linie, om de grens tussen Tibet en Brits-Indië opnieuw te tekenen.

## Het akkoord
De twee belangrijkste aspecten van de conventie luiden als volgt:
a) Het Verenigd Koninkrijk en China erkennen de suzereiniteit van China over Tibet
b) Het buitenste Tibet (dat min of meer samenvalt met U-Tsang) is autonoom, waarbij wordt aangetekend dat
- China zich onthoudt van inmenging in het Tibetaanse bestuur
- De keuze van de dalai lama een zaak van de regering in Lhasa blijft
- China de territoriale integriteit van het land moet respecteren
- China er geen militairen installeert
- China er geen militaire of civiele ambtenaren stationeert of er Chinese kolonies vestigt; indien deze al in het gebied aanwezig zouden zijn, moeten ze binnen drie maanden teruggetrokken worden.

Met de opdeling van het gebied werd vastgelegd wat de grenzen waren van de Tibetaanse Autonome Regio.

## Nasleep
Latere Chinese regeringen claimden dat de McMahon-linie niet legitiem was. De terreinwinst die de Britten hiermee wonnen wordt in India Arunachal Pradesh genoemd en door China Zuid-Tibet. De Britten hadden in 1912 al overeenkomsten getekend met lokale stammenleiders en een noordoostelijke afbakening gemaakt om het gebied te besturen.
De conventie van Simla was geïnitieerd door alle drie de delegaties, maar werd meteen verworpen door Peking, vanwege de ontevredenheid met hoe de grens tussen Binnen- en Buiten-Tibet was getrokken. McMahon en de Tibetaanse vertegenwoordigers ondertekenden het document als een bilateraal akkoord met de notitie bijgevoegd, die China alle rechten ontzegde, tenzij het ook zou ondertekenen. De regering van Brits-Indië verwierp het Akkoord van Simla in eerste instantie, als niet onverenigbaar met de afspraken binnen het Verdrag van Sint-Petersburg.
De McMahon-linie werd eerst door Britten en later door de onafhankelijke Indiase regering erkend als de grens met Tibet. De Chinese regering verklaarde echter sindsdien, dat gezien zij het akkoord niet hebben ondertekend, het akkoord betekenisloos was en de annexatie van het gebied illegaal was. Dit voorval baande de weg voor de Chinees-Indiase Oorlog in 1962 en beide landen namen het grensgeschil mee tot in de 21e eeuw.
De Brits-Russische Conventie van 1907 die eerder reden was geweest van Brits-Indië om tegen het Akkoord van Simla te zijn, werd door Rusland ingetrokken in 1917 en met de Britten gezamenlijk in 1921.
Tibet, niettemin, veranderde zijn standpunt over de McMahon-linie in de jaren 40. Eind 1947 schreef de Tibetaanse regering een brief aan de nieuw-aangetreden Indiase minister van Buitenlandse Zaken, waarin ze de districten ten zuiden van de McMahon-linie claimden.

## Britse aanpassing van bibliotheekarchieven
In 1938 publiceerden de Britten het Akkoord van Simla voor het eerst als een bilateraal akkoord en eisten dat het klooster Tawang bij de plaats Tawang ten zuiden van de McMahon-linie geen belastingafdrachten meer deed aan Lhasa. In een poging de geschiedenis te herzien, werd het deel van C.U. Aitchisons 'A Collection of Treaties, dat oorspronkelijk was gepubliceerd met een notitie dat er geen bindend verdrag was bereikt in Simla, teruggetrokken uit alle bibliotheken. Het werd vervangen door een nieuw deel met een gefalsificeerde publicatiedatum van 1929, dat een notitie van de drukker bevatte, waarin stond dat Tibet en het Verenigd Koninkrijk, maar niet China, het akkoord als bindend aanvaarden.